# Верховье (локомотивное депо)
Локомотивное депо Верховье — предприятие железнодорожного транспорта на одноимённой узловой железнодорожной станции, в одноимённом посёлке городского типа, принадлежало к Московской железной дороге. Депо занималось ремонтом и эксплуатацией тягового подвижного состава. С 2009 года имеет статус закрытого депо.

## История депо
До 1918 года коллектив депо состоял из 3 кочегаров, одного слесаря и сторожа, которые обслуживали паровозы серии Ов. Эти паровозы могли водить поезда весом не более 400 тонн.
В 1920 году Советской Россией был заключен договор со Швецией о постройке 500 паровозов Эш. На станции Верховье такие паровозы водили машинисты Г. А. Парфенов, Ф. П. Качанов, А. Ф. Захаров.
В 30-е годы в депо поступали паровозы Эм и ФД, что позволило водить поезда весом до 2500 тонн.
В 30-е годы началось движение за право управлять комсомольско-молодёжным паровозом. его инициаторами были Г. А. Парфенов, С. С. Величкин, Г. Б. Прилепский, А. И. Давыдов, А. Ф. Сапрыкин, И. С Губин, С. М Емельянов.
В июне 1968 года на станцию прибыл первый грузовой поезд, ведомый одной секцией тепловоза ТЭ3, который управлял машинист депо Верховье А. А. Величкин.
Производило все виды ремонта паровозам серии Эв/и и Л, тепловозам в объёме ТО-1, ТО-2 ЧМЭ3, 2М62, 2М62У. В депо имеется поворотный треугольник для локомотивов. Депо имеет три канавы, и может вмещать шесть локомотивов.
На основании приказа 58/Н от 2.11.1965 депо специализировалось на промывочном ремонте паровозов приписанных серий Эв/и и Л. Не менее интересный факт: паровозное депо Верховье в 1987 году ещё выдавало для работы на станции Орёл для различных вспомогательных нужд два паровоза серии Эм. В середине 1960-х годов рядом с депо была создана база запаса локомотивов на 50 единиц, в котором сохранялись паровозы серий Эв/и и Л, тепловозы ТЭ3, ТЭМ1 до 1998 года.
В период с 1997 по 2009 год депо было упразднено и являлось производственным участком ТЧЭ-27 «Орёл-Сортировочный».

## Тяговые плечи
Депо обслуживало тяговые плечи:
- Верховье-Лужки-Орловские,
- Верховье-Орёл,
- Верховье-Елец,
- Верховье-Ливны.

Сохранены локомотивные бригады, выполняющие вывозную и маневровую работу на станции Верховье, Залегощь, Хомутово, Красная Заря и др.

## Подвижной состав
В разные годы депо обслуживало тепловозы ЧМЭ3,2М62,2М62У,ТЭ3,ТЭП60,ТЭМ1,ТЭМ2,ТЭМ2УМ; паровозы Су,СО,Ов,ФД,Л,Э в/и. В приписке локомотивного депо Верховье, с 1991 года появились три новых тепловоза,ТЭМ2УМ-537,545,555. С 1997 года в связи с упразднением депо Верховье до филиала ФТЧ-27, они были переданы на баланс в ТЧЭ-27 «Орёл-Сортировочный».

## Интересные факты
Когда ТЧ-28 упраздняли до филиала, большую часть локомотивных бригад из депо Верховье в 1997—1998 годах перевели в ТЧЭ-27 «Орёл-Сортировочный». Смена локомотивных бригад грузовых поездов по станции Верховье была отменена приказом. Теперь поезда её проходят без остановки. В 2005 году отопление депо от паровозов убрали, построив новую газовую котельную. Небольшое количество паровозов находилось на территории ФТЧ-27 до 2009 года. Двум паровозам серии Л удостоилось стать паровозами-памятниками: на станции Мценск (Л-1822) и Скуратово (станция) (Л-3036). Другие оставшиеся паровозы Л, Эр порезали.

## Знаменитые люди депо
До Великой Октябрьской революции 1918 года, первым начальником депо был Попов. В первые годы советской власти депо возглавлял Степанов. Многие доперестроечные годы начальником депо был Крень Виктор Тимофеевич. На смену Крень В. Т. пришёл Батуринец А. В. Последним начальником депо Верховье, как самостоятельного предприятия, был Сальков Михаил Петрович. После объединения депо Верховье с депо Орёл Он оставался заместителем начальника депо Орёл по филиалу на станции Верховье (ТЧЗВ-27). На смену Салькову М. П. пришли Скуридин А. В., Сальков А. П. и Копаев А. Н. Копаев Андрей Николаевич возглавлял филиал до его закрытия в 2009 году. Так же долгое время в депо трудился Копаев Николай Егорович. Он начинал трудовую деятельность помощником машиниста паровоза и впоследствии дорос до заместителя начальника депо по эксплуатации.